# Dieuze
Dieuze település Franciaországban, Moselle megyében. Lakosainak száma 2792 fő (2022. január 1.). Dieuze Blanche-Église, Guébestroff, Guéblange-lès-Dieuze, Val-de-Bride, Lindre-Basse, Lindre-Haute és Vergaville községekkel határos.

## Népesség
A település népességének változása:
| Lakosok száma | 4075 | 3893 | 3566 | 3789 | 3392 | 3093 | 2903 | 2800 | 2795 | 2792 |
|               | 1968 | 1982 | 1990 | 2006 | 2013 | 2015 | 2017 | 2019 | 2020 | 2022 |

## Híres emberek
- Itt született Edmond François Valentin About francia író, drámaíró, újságíró (1828 – Párizs, 1885) .